# Gabella (Calci)
Gabella (La Gabella in dialetto calcesano) è una frazione del comune italiano di Calci, nella provincia di Pisa, in Toscana.

## Geografia fisica
Gabella è situata in pianura, sulla riva destra del torrente Zambra di Calci, lungo la strada provinciale 30 del Lungomonte Pisano che collega San Giuliano Terme con Calci, passando per Asciano e Agnano. Il paese è costeggiato a nord dalle prime propaggini meridionali del massiccio dei Monti Pisani ed è posizionato al limite occidentale della Val Graziosa di Calci, sotto la piccola altura dello Spuntone (242 m). A sud-ovest scorrono i corsi d'acqua della fossa Vecchia (6 km) e del fosso della Vicinaia (8 km).
La frazione confina ad est con il capoluogo comunale di Calci, a sud con Caprona, frazione di Vicopisano, a sud-ovest con Mezzana e a nord-ovest con Agnano, entrambe frazioni di San Giuliano Terme. La frazione dista poco più di 1 km dal capoluogo comunale e circa 9 km da Pisa.

## Storia
La frazione nasce nei pressi di una località perduta che anticamente era nota con il nome di Vicascio, toponimo di origine latina (da Vicus Cassii) e fu sede di parrocchia in epoca altomedievale con il titolo di San Pietro. La chiesa di San Pietro di Vicascio, attestata al 1046, fu una delle sedici chiese succursali della pieve dei Santi Giovanni ed Ermolao documentate nel XIII secolo, ma decadde di importanza nei secoli successivi e venne riunita in parrocchia con la chiesa di San Salvatore del Colle nel 1350 ed infine demolita già prima del XVIII secolo.
Uno dei ponti che nelle vicinanze attraversavano il torrente Zambra portava il nome di Ponte di Vicascio, come si legge nel breve del conte Ugolino del 1285, libro IV, rubrica nona, in merito alla manutenzione della via Calcesana.
In epoca moderna, la località prese il nome di Gabella per le attività doganali che la sua posizione al centro della valle le garantivano. La frazione ha iniziato a svilupparsi maggiormente dalla seconda metà del XX secolo, ma ha conosciuto una forte urbanizzazione a partire dagli anni novanta, quando è stata realizzata una grande area residenziale, la maggiore del comune, che ne ha incrementato notevolmente la popolazione: nel 2001 la frazione contava 857 abitanti, e dieci anni dopo, al censimento del 2011, avevano raggiunto le 1 223 unità.
I cartelli che indicano l'inizio e la fine del centro abitato sono riportati in dialetto locale (La Gabella).

## Sport
A Gabella sono situati alcuni degli impianti sportivi del comune di Calci: qui si trovano la piscina e il circolo del Tennis "Certosa".